# Neuendettelsau
Neuendettelsau este o comună aflată în districtul Ansbach, landul Bavaria, Germania.